# Phi Nguyen (acteur)
Phi Nguyen (Bình Trị Thiên, 23 juni 1984) is een, in Vietnam geboren, Nederlands acteur. Hij speelde in diverse theatervoorstellingen, films en series, waaronder Van hier tot Tokio, Bon Bini Holland en Moloch.

## Levensloop
Nguyen werd geboren in Bình Trị Thiên in Vietnam en kwam in 1990 op zesjarige leeftijd naar Nederland. In 2004 maakte Nguyen zijn acteerdebuut in de theatervoorstelling In den beginne van theatergroep De Nieuw Amsterdam. Sindsdien was hij in verschillende theatervoorstellingen te zien, waaronder To Phi or Not To Phi, Hoe duur was de suiker? en Pinokkio.
In 2009 studeerde hij af aan de Arnhemse Toneelschool; datzelfde maakte hij zijn debuut als filmacteur in de korte film On the Wrong Foot. Hierna speelde Nguyen in meerdere korte films, waaronder Collapsus, R U There en The Space Between Us.
In 2009 maakte Nguyen zijn televisiedebuut als het personage Kai in de VPRO-serie The Popgroep van Villa Achterwerk. Deze rol hernam hij in 2010 in de serie Van hier tot Tokio. Nguyen verkreeg grotere naamsbekendheid door zijn rol als Ping Ping die hij vertolkte in de films Bon Bini Holland, Bon Bini Holland 2, Bon Bini Holland 3 en Bon Bini: Bangkok Nights.
In de zomer van 2023 werd Nguyen voor zijn rol als advocaat in de theatervoorstelling RECHT genomineerd voor de toneelprijs Louis d'Or, hij wist de prijs uiteindelijk niet te winnen.

## Theater
- 2004-2005: In den beginne
- 2007-2008: To Phi or Not To Phi
- 2007-2008: Guests
- 2008-2009: Alles is goed
- 2008-2009: Ondanks alles
- 2009-2010: Wachten op Godot
- 2009-2010: Mightysociety7 - Hoe ook ik vergrijsde maar me jonger voelde dan ooit
- 2010-2011: No Mans Land
- 2010-2011: Vloek - De Elektra - files
- 2010-2011: Is dit een grap?
- 2010-2011: Starbugs
- 2011-2012: Will
- 2011-2012: De wereld van karton
- 2011-2012: Mijn moeder Medea
- 2011-2012: Hoe duur was de suiker?
- 2012: Koken voor de doden
- 2012-2013: Mightysociety10
- 2012-2013: Mightysociety Final Remix
- 2012: Orde van de Dag
- 2012-2013: Eerste-beweging
- 2012-2013: Opstand van de nerds
- 2013-2014: Verkocht
- 2013-2014: Stigma
- 2013-2014: The Fairy Queen
- 2014: Het vriendschap
- 2013-2014: Buzz Aldrin, waar ben je gebleven?
- 2015-2016: Maniacs
- 2015-2016: Lord of The Flies
- 2017-2018: Ophelia
- 2017-2018: Spijker
- 2017-2018: Pinokkio
- 2018-2019: Alles van waarde
- 2018-2019: Revolutions
- 2018-2019: Koken voor Keti Koti
- 2018-2019: Atlantis
- 2020-2021: De eeuw van mijn moeder
- 2021-2022: Elkerlijc
- 2021-2022: KRANT
- 2021-2022: Niemand heet Rozenhart
- 2022-2023: Categorie:Wetgeving
- 2022-2023: Wereld van wie
- 2023: RECHT

## Filmografie

### Film
- 2009: On the Wrong Foot
- 2010: Win/Win, als Paul
- 2010: Collapsus, als Chen
- 2010: R U There, als Hai Li
- 2015: The Space Between Us, als wetenschapper
- 2015: No Future, als Wong
- 2015: Bon Bini Holland, als Ping Ping
- 2016: Hellingproef, als Peter Vuong
- 2016: Het Grandioze Falen, als André de Chinees
- 2017: Silk Road, als Jimmy
- 2017: Voor elkaar gemaakt, als politieagent
- 2018: Bon Bini Holland 2, als Ping Ping
- 2019: Boy Meets Gun, als Richard
- 2022: Met mes, als Ray
- 2022: Moloch, als Lennard
- 2022: Bon Bini Holland 3, als Ping Ping / Ling Ling
- 2023: Bon Bini: Bangkok Nights, als Ping Ping
- 2024: Scotoe, als barman
- 2024: Kung Fu Panda 4, als Vis (Nederlandse stem)
- 2025: Bad Boa's, als Snoopy

### Televisie
- 2009: The Popgroep, als Kai
- 2010: Van hier tot Tokio, als Kai
- 2014: Fashion Planet, als assistent designer
- 2014: A'dam - E.V.A., als medestudent Tobias
- 2017: Vechtershart
- 2020: Dit zijn wij, als Khing Li
- 2022-2023: Het Klokhuis, als Xi jing Wu / dierenasiel eigenaar
- 2023: Rundfunk: Duco & Roy, als Bob
- 2024: Nieuw Zeer, als verschillende personages
- 2025: Flikken Maastricht